# Гарден-Рут (национальный парк)
Гарден-Рут (англ. Garden-Route National Park) — национальный парк в ЮАР. Образован 6 марта 2009 года в результате объединения Национального парка Уилдернесс (Wilderness-Nationalpark), природоохранной территории Knysna National Lake Area, национального парка Цицикамма (Tsitsikamma-Nationalpark) и некоторых других территорий, находившихся под охраной государства.
На территории национального парка Гарден-Рут в дюнах побережья Кейптауна найдены отпечатки следов ног (ихниты) предположительно Homo sapiens возрастом 153±10 тыс. лет.

## Природные данные
Национальный парк Гартен-Рут протянулся вдоль побережья Индийского океана от Уилдернесса на западе, через регион Кришна и до мыса Сент-Фрэнсис у бухты Сент-Фрэнсис. Природный ландшафт у Уилдернесса представляет собой морские пляжи, бухты, озёра с впадающими в них реками, окружённые лесами и горами на горизонте. Вдоль рек сохранились первозданные тропинки, в лесах, протоптанные дикими зверями. Над этим пейзажем возвышаются скалы «Knysna Heads», где лагуна Кнейсна соединяется с Индийским океаном. Эта лагуна является местом обитания многочисленных редких видов морских животных и растений, в том числе морских коньков, носящих её имя. Особенно удобными для их обитания являются подводные песчаные банки лагуны.
От мыса Сент-Фрэнсис и до бухты Плеттенберг-бей (Plettenberg Bay) протянулось пологое морское побережье с морским мелководьем шириной в 5,5 километров. Здесь наблюдается пышная и разнообразная растительность, густые леса — одни из немногих сохранившихся в Южной Африке нетронутых человеком лесных массивов. Благодаря многочисленным и обильным осадкам здесь с высот гор Цицикамма сбегают к морю многочисленные ручьи и водопады.

## Фауна
В парке в том или ином количестве обитают хищники такие как леопард, чепрачный шакал и более мелкие, такие как генетты. Также тут обитают обыкновенный стенбок, антилопа-прыгун и другие виды антилоп.

## Галерея

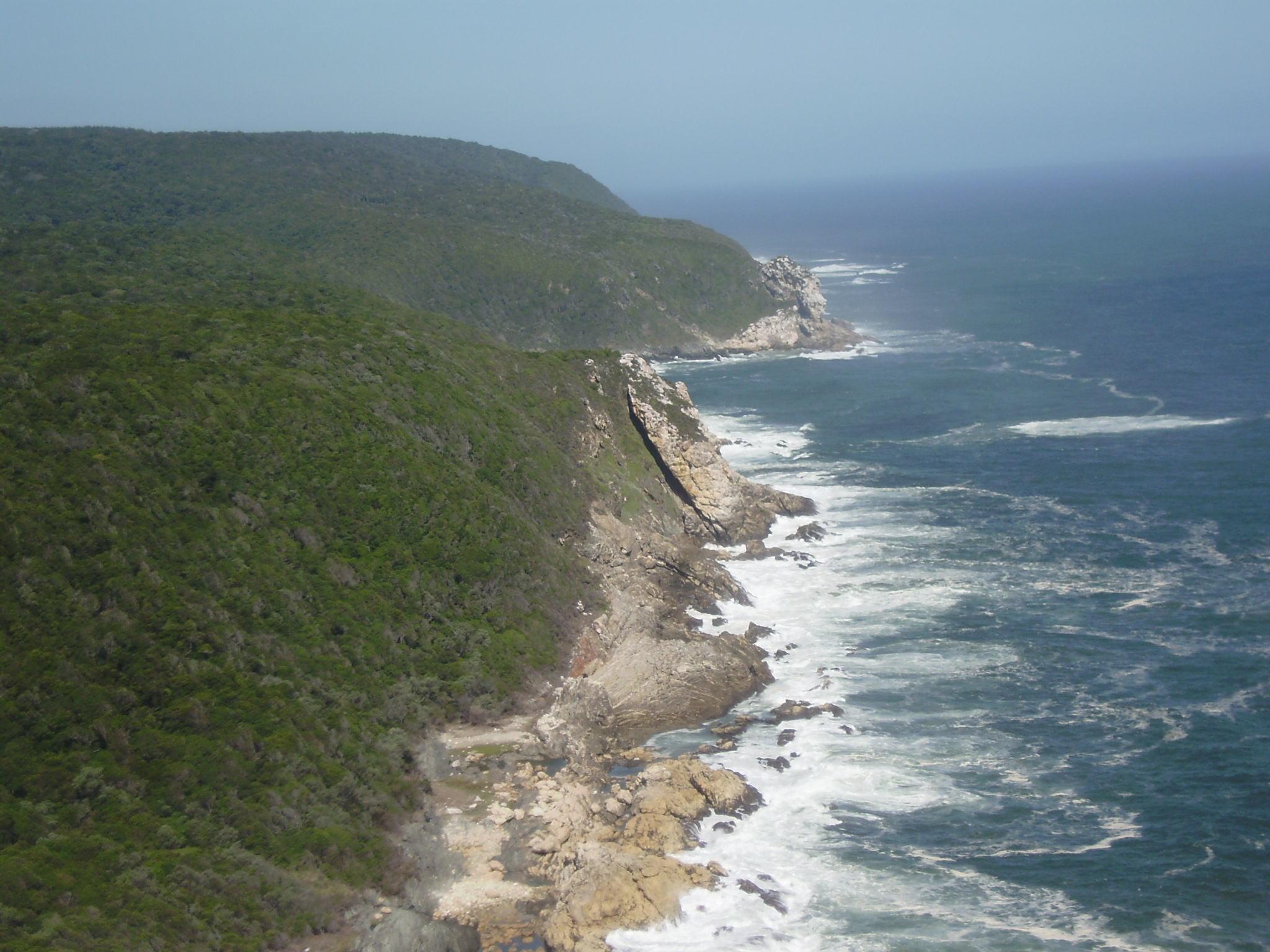
Побережье у гор Цицикамма
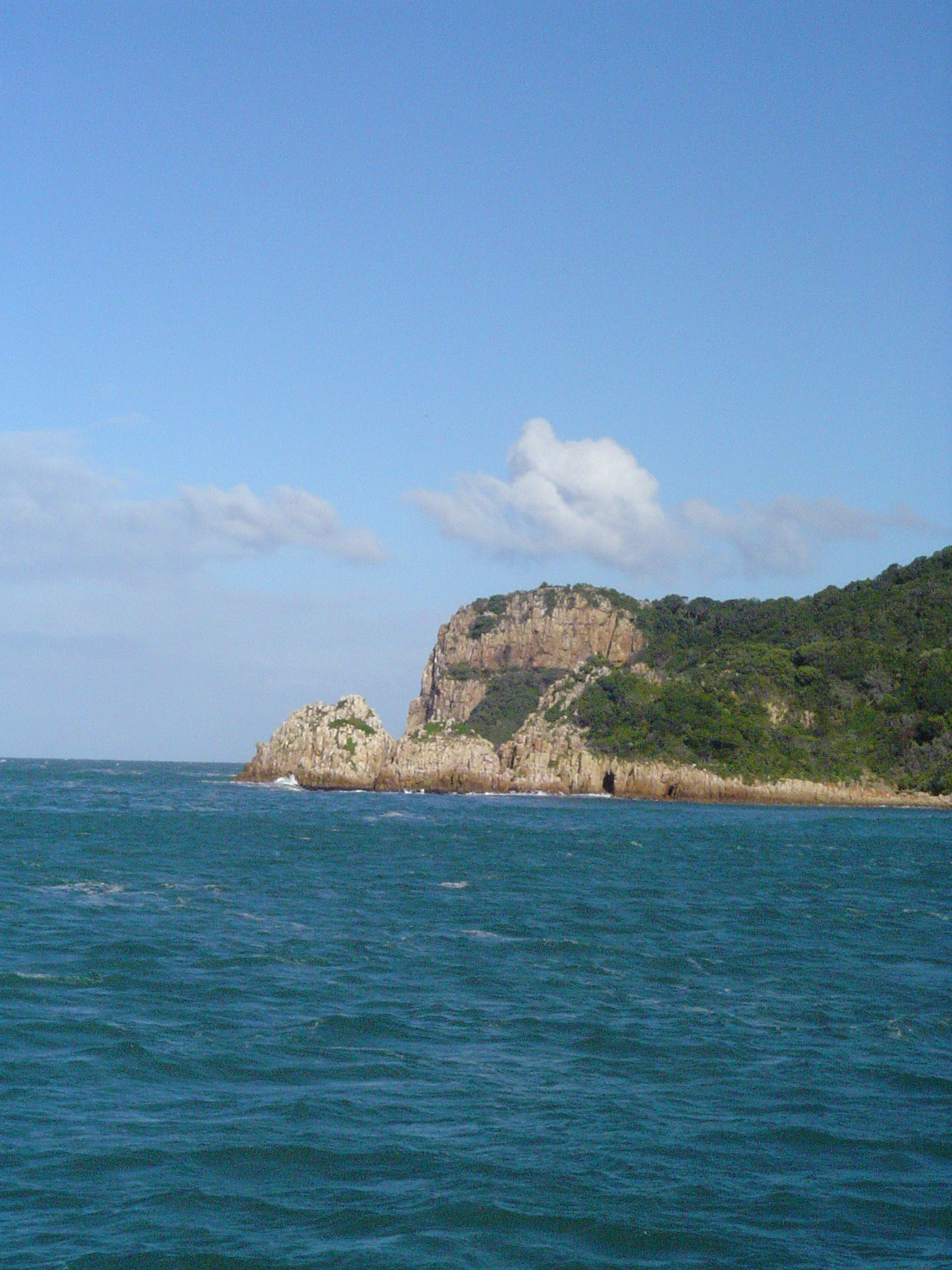
Скалы «Knysna Heads»
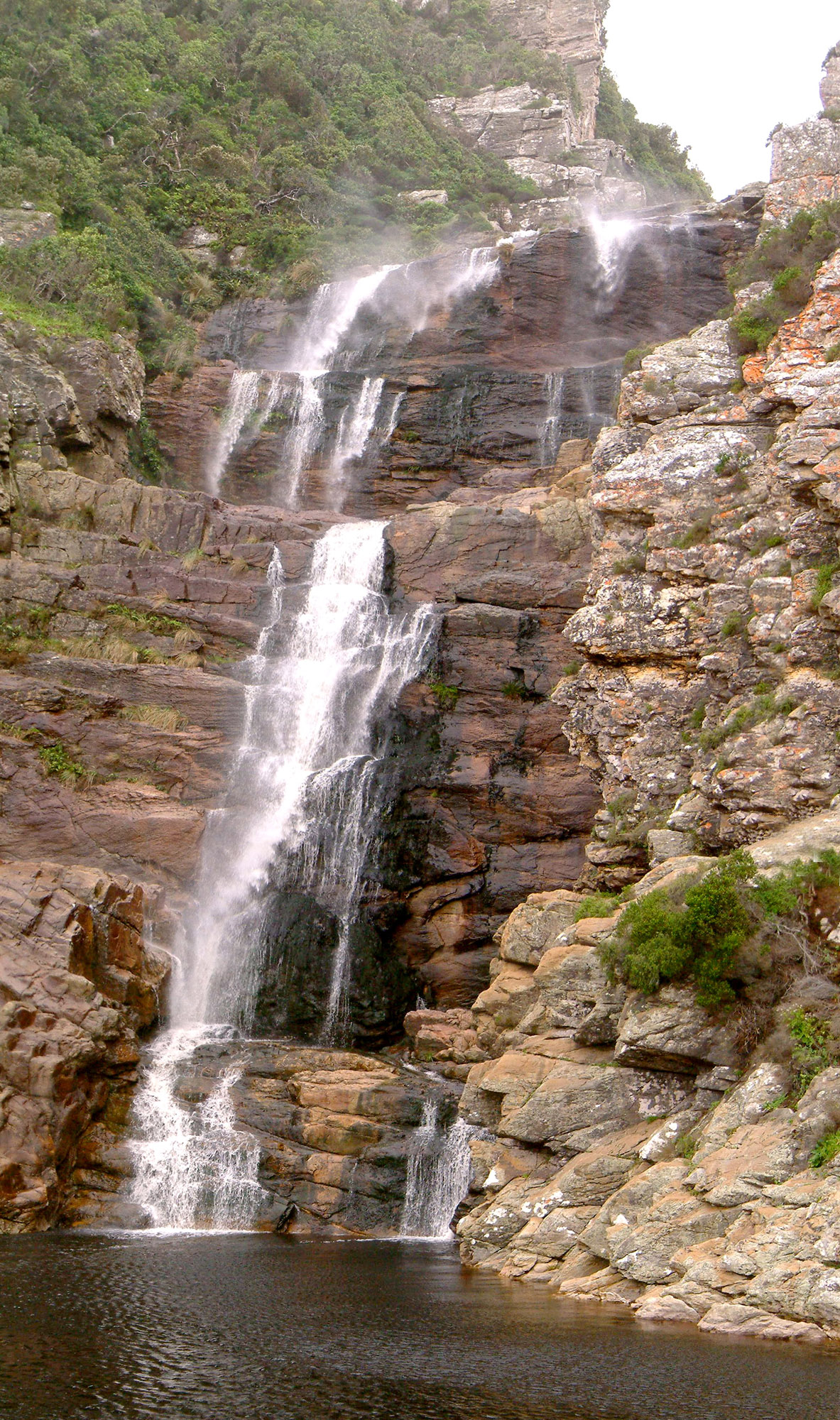
Водопад Путь Выдры[источник не указан 921 день], начало тропы с тем же названием длиной в 41 километр
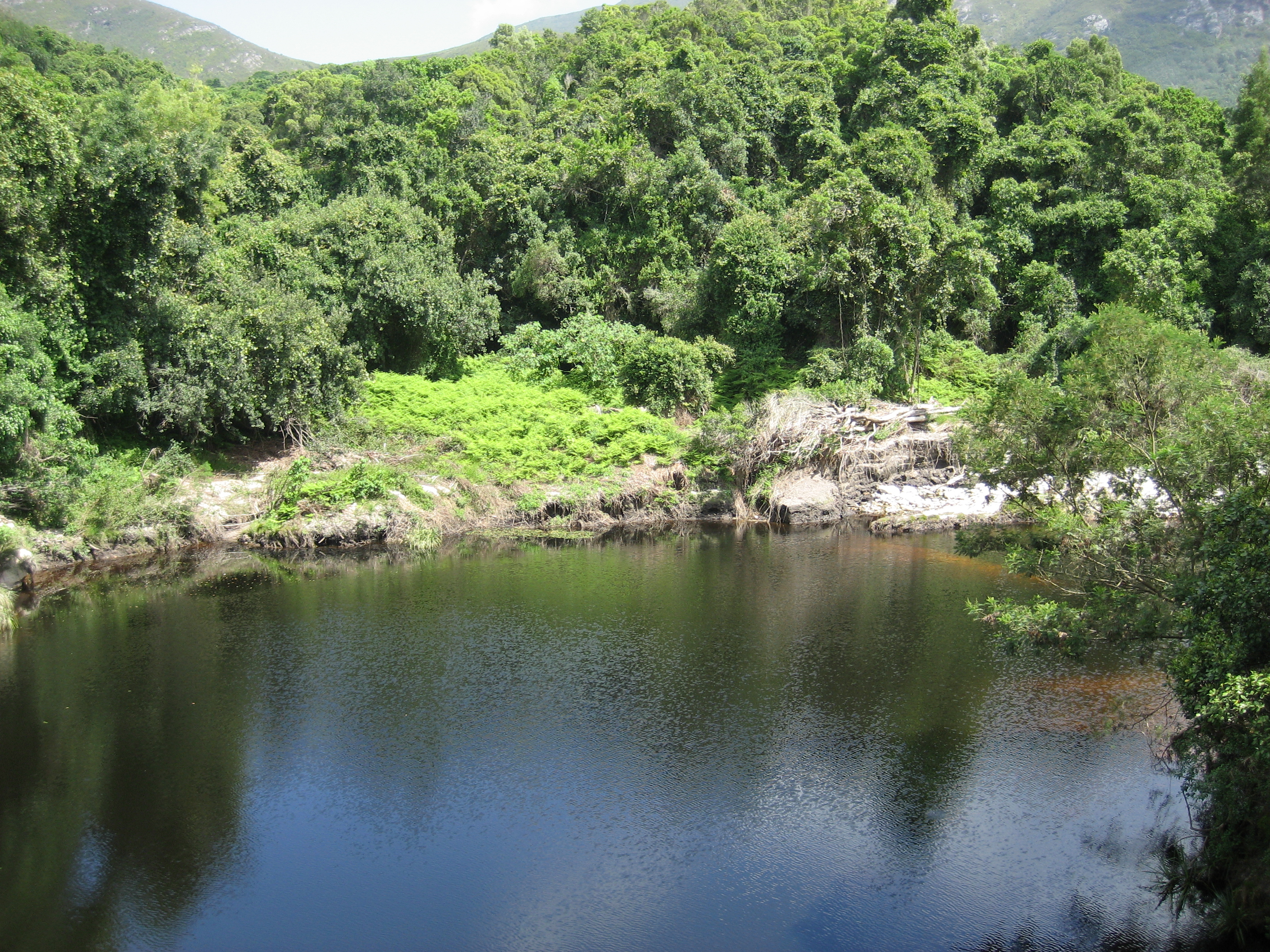
Бывший национальный парк Уилдернесс